# 比什瓦姆瓦爾布爾烏帕齊拉
比什瓦姆瓦爾布爾乌帕齐拉是孟加拉国蘇納姆甘傑縣的一个乌帕齐拉，位於錫爾赫特专区的蘇納姆甘傑縣。

## 人口
據1991年孟加拉國人口普查，比什瓦姆瓦爾布爾共有戶數19705戶，人口106182人。其中男性佔比50.96%，女性佔比49.04%；成年人口52628人。該地7歲以上人口之平均識字率為17.2%，低於全國平均值（32.4%）。